# ニューヨーク市地下鉄

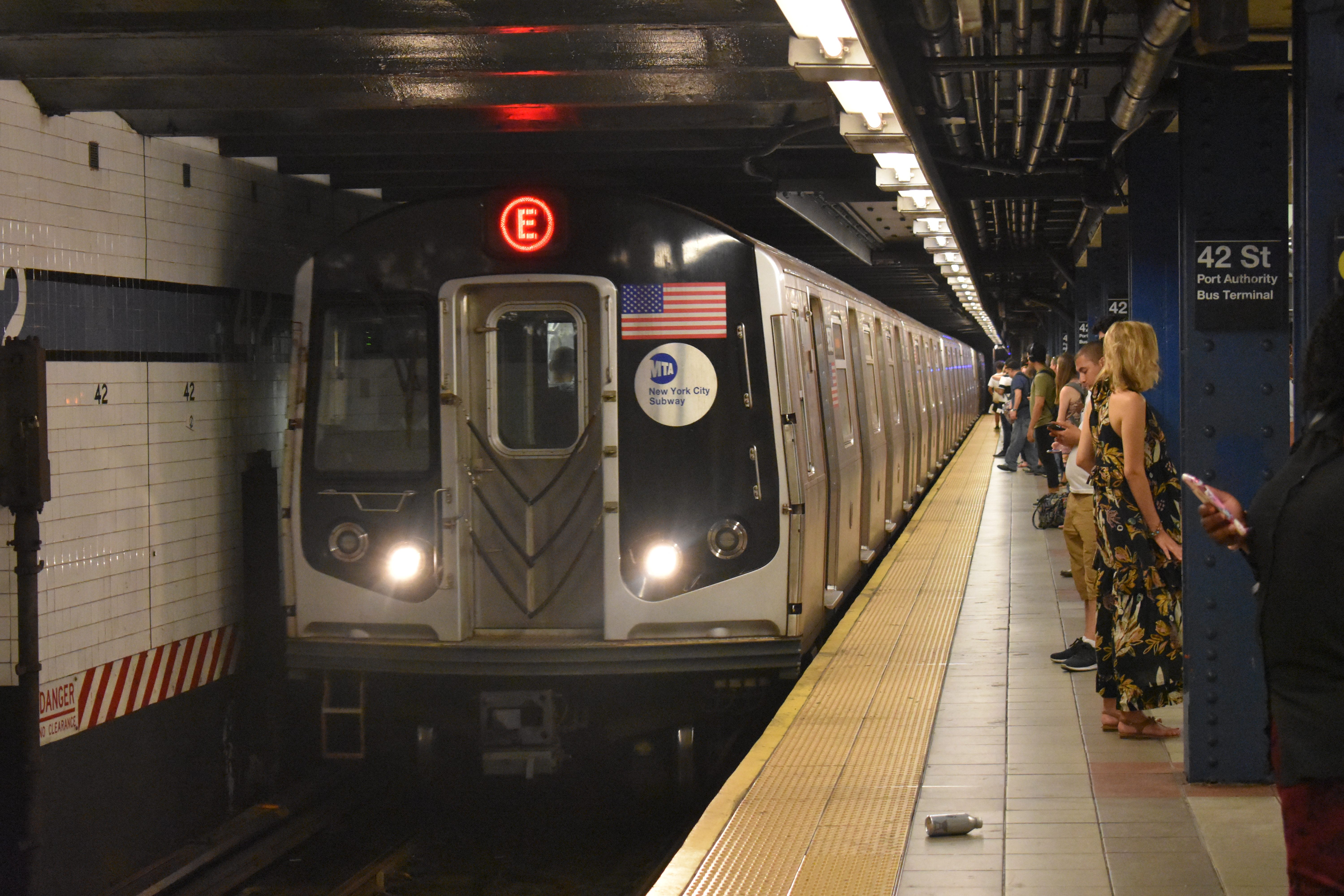
42丁目-ポート・オーソリティ・バスターミナル駅に到着するE系統のR160A形電車

ニューヨーク市地下鉄（ニューヨークしちかてつ、英: New York City Subway）は、ニューヨークシティ・トランジット・オーソリティ (NYCTA) によりニューヨーク州ニューヨーク市内で運行されている地下鉄（ラピッド・トランジット）である。
1904年に米国ではボストンに次ぐ2番目の地下鉄として開業した。開業当初は民営であったが、1932年にはそれとは別個に市営地下鉄も開業し、1940年の完全市営化を経て1953年からNYCTAによる運営が開始された。
路線網は、マンハッタンを中心にスタテンアイランドを除く市内のほぼ全域に広がっており、路線延長は233マイル (375km) で地下鉄としては北京、上海、ロンドンに次いで世界で4番目の規模を有する。468駅が設置されており、全ての路線と駅で24時間営業が行われている。年間利用者数は約17億5000万人（2014年）で、世界で7番目に利用者が多い地下鉄でもある。

## 歴史

### 前史

#### ビーチの気送管式地下鉄
ニューヨークで最初の「地下鉄」は、1869年にサイエンティフィック・アメリカン誌の編集者で弁理士、発明家のアルフレッド・イーリー・ビーチが建設したビーチ・ニューマチック・トランジットである。
当時ニューヨークは水運や工業の発達と移民の流入によって人口が大幅に増加し続けており、現在の市域にあたる5郡の人口は1830年には約24万3000人だったものが60年後の1890年には10倍以上の約250万7000人にまで増加していた。
人口の大半が集中するマンハッタン島には1832年に開業した馬車鉄道や乗合馬車の他に交通機関がなく、19世紀中頃には街路の横断が「命がけ」と称される程の激しい道路混雑が問題となっていた。ビーチの地下鉄はこの問題の解決策として計画されたが、彼の設計した地下鉄は当時ロンドンの地下鉄が蒸気機関車を使用していたのとは異なり、気送管の技術を応用しトンネルとほぼ同じ大きさで円筒形の車両を送風機によって押し出すか吸い出すことで運転するという特殊なものだった。
建設にあたって、ビーチは馬車業者や政敵で当時市政を牛耳っていたタマニー協会の「ボス」ことウィリアム・M・トウィードの妨害を避けるため、郵便物用の気送管と偽って許可を取得し人目につかないよう夜間にひっそりと工事を進めた。トンネルは市庁舎の真横、ブロードウェイとワーレン・ストリートの交差点からマレー・ストリートまでの1ブロックだけで延長はわずか312フィート（95メートル）しかなかったが、注目を集めるため駅の待合室には豪華な装飾が施されていた。
ビーチが1870年2月28日にトンネルを一般公開すると地下鉄はたちまち市民の注目の的となり、1873年4月にはトンネルをセントラル・パークまで延長する計画が許可された。しかし、同年に発生した1873年恐慌の影響で必要な資金を調達できなくなったこと、また空気圧による制御が難しいという技術的な問題があったことなどから支持を失い、資金を使い果たしたビーチは1874年に運行を停止し、トンネルを封鎖した。
その後、ビーチの地下鉄は人々から忘れ去られたが、1912年になりBMTブロードウェイ線シティホール駅の建設現場で偶然発見され、取り壊されて同駅の一部となった。

#### 高架鉄道の発達
ビーチの試みが失敗に終わった一方、地下鉄開業以前のニューヨークでは高架鉄道が発達した。最初の高架鉄道は技師のチャールズ・ハーヴェイがグリニッジ・ストリートに建設したウェストサイド・アンド・ヨンカーズ・パテント鉄道（West Side and Yonkers Patent Railway,後のIRT9番街線）である。
この路線は全長4分の1マイルの高架式ケーブルカーで、ビーチの地下鉄同様デモンストレーションを目的とし1867年7月3日に最初の試験走行を行った。試験結果は良好で、ハーヴェイは路線を9番街を北上してマンハッタンの北端まで延伸する許可を得たが、1869年に発生した金融危機によって同社は破産宣告され、1871年にニューヨーク高架鉄道 (New York Elevated Railroad Company) として再出発し蒸気機関車による運行を開始した。
その後、1880年までにニューヨーク高架鉄道が3番街と9番街、新たに設立されたメトロポリタン高架鉄道 (Metropolitan Elevated Railway) が2番街と6番街に高架鉄道を開業させ、1879年には両社はともに鉄道王ジェイ・グールドの支配するマンハッタン鉄道 (Manhattan Railway Company) の傘下に統合された。高架鉄道は1880年には6803万1757人、1890年には1億8820万3877人を輸送するようになっていたが、騒音や煙を撒き散らすとともに街路への採光を妨げ、激しい混雑や運行速度の遅さなど都市高速鉄道としては問題が多く、住民の反対運動を招くことになった。

### 地下鉄の開業

#### 地下鉄建設へ

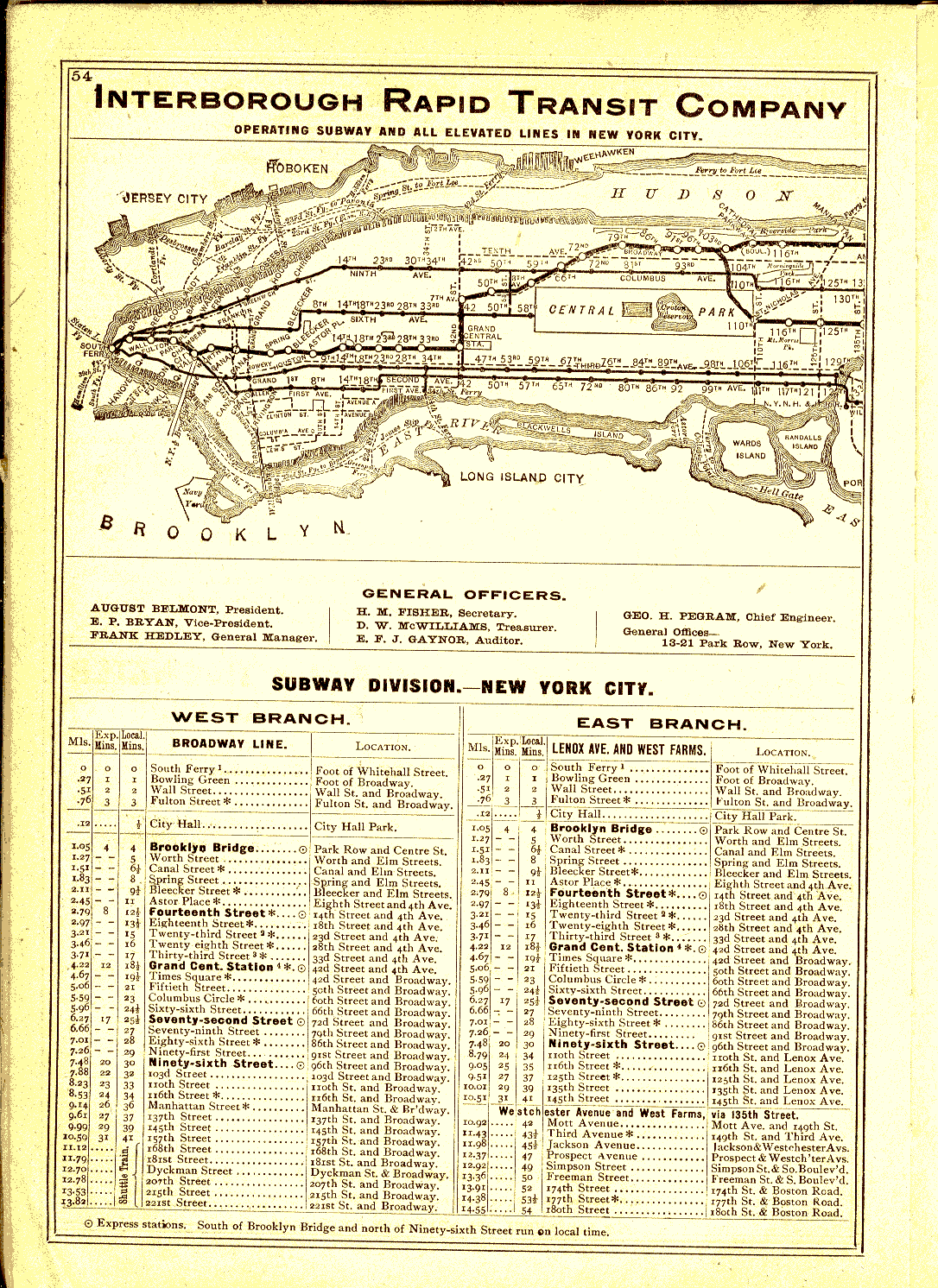
IRT路線図（1906年）

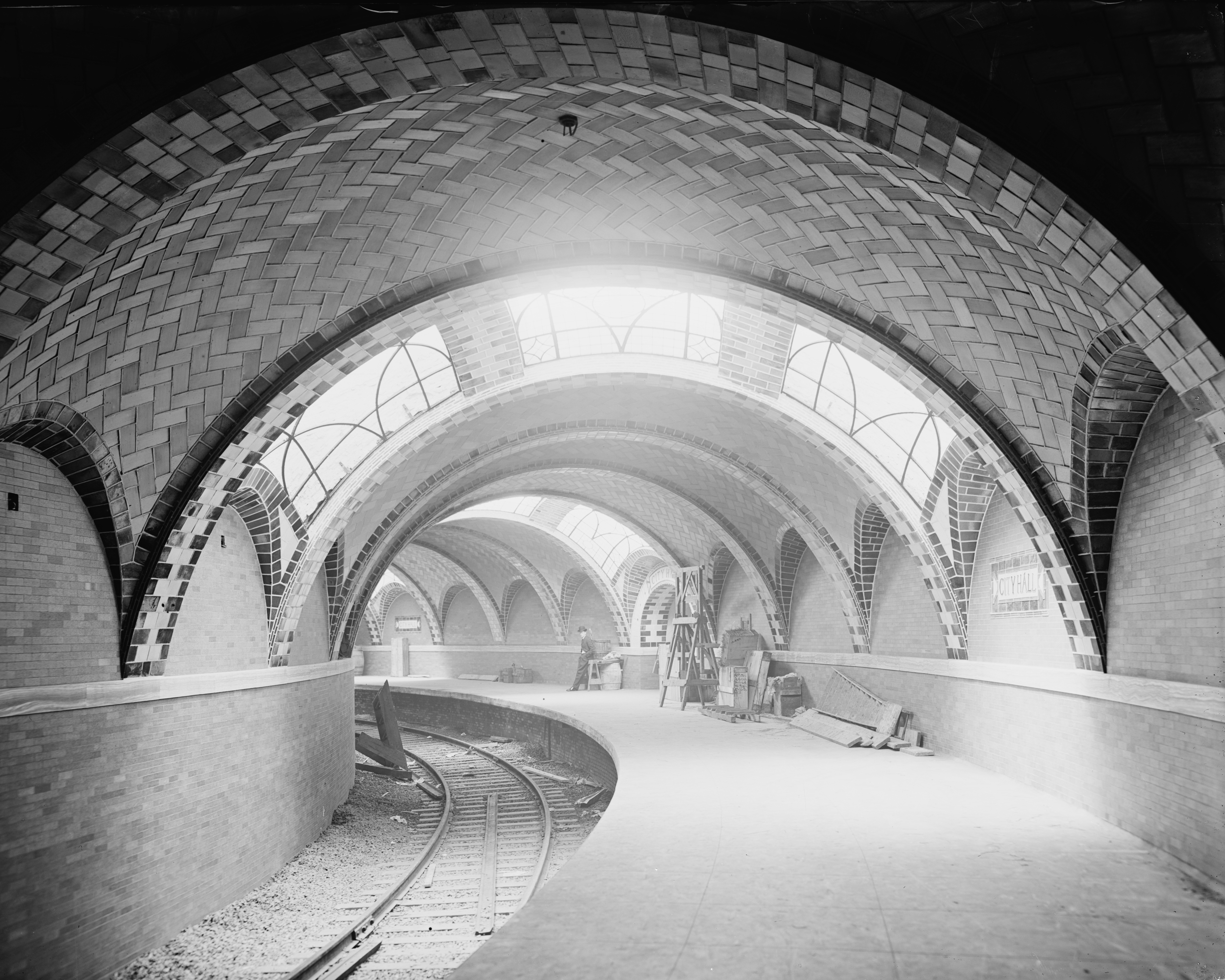
1904年10月27日に最初に開業した駅の一つIRTレキシントン・アベニュー線シティホール駅

高架鉄道への不満が高まるに連れて地下鉄への関心も次第に高まり、1888年に当時のニューヨーク市長エイブラム・ヒューイットは、ニューヨーク市自らが地下鉄を建設することを決定した。
ヒューイットは市当局や納税者の負担を抑えつつ地下鉄網を整備するため、市の負担で地下鉄を建設した後運営権を民間企業にリースする方法を考案し、土木工事の請負業者であるジョン・B・マクドナルドが落札して1900年2月21日にコントラクト・ワン (Contract 1) と呼ばれる契約を交わした。しかし、マクドナルドは契約に必要な担保を用意できなかったことから、資産家のオーガスト・ベルモント・ジュニアの支援を受けざるをえなくなり、実権はベルモントが握り、マクドナルドは単なる請負人という立場にとどまることになった。コントラクト・ワンに基づく路線の建設工事は1900年3月24日に開始され、1902年には完成後の受け皿としてインターボロー・ラピッド・トランジット (Interborough Rapid Transit Company、IRT) が設立された。

#### 開業
ニューヨークで最初の地下鉄はロウアー・マンハッタンにあるシティホール駅と、ハーレム、ハミルトン・ハイツにある145丁目駅を結ぶ9.1マイル（約14.6km）の区間で、1904年10月27日に開業した。
地下鉄の建設と運営はニューヨーク市との間で交わされた契約に基づいて行われていたが、その後ニューヨーク市は1913年にブルックリンで高架鉄道と路面電車を運営していたブルックリン・ラピッド・トランジット (Brooklyn Rapid Transit Company, BRT) とも別個の地下鉄建設契約を締結し、この2社に競わせる形で市内の地下鉄の建設を推進した（デュアル・コントラクツ）。
1914年の第一次世界大戦勃発とその後の軍需景気、さらに狂騒の20年代を通じて地下鉄の利用者は急激に増加した。しかし運賃は5セント均一で契約上固定されていたため、インフレが進行したことにより却って両社の経営は悪化した。
特にBRTは1918年の脱線事故で多額の賠償金を抱えたため1919年に一度破産し、1923年にブルックリン・マンハッタン・トランジット（ブルックリン・マンハッタン交通会社、BMT）として再スタートを切る事態となった。そこでニューヨーク市は自ら地下鉄運営に乗り出し、市直営のインディペンデント・サブウェイ・システム（独立地下鉄網、IND）を1932年に開業させ、路線の更なる拡充を図った。
最終的にニューヨーク市は1940年に両社を買収して路線網をINDに統合し、地下鉄の完全公営化が実現した。しかし、IRTは車体長15mの小型車を使用し、BMTとINDは19m以上の大型車を使用していたため、旧IRTの路線はAディビジョン、旧BMT、INDの路線はBディビジョンとして現在でも別々に運行されている。
その後、地下鉄の運営は1953年に設立されたニューヨークシティ・トランジット・オーソリティ（ニューヨーク市交通局、NYCTA）に移管され、NYCTAはさらに1968年にメトロポリタン・トランスポーテーション・オーソリティ（ニューヨーク州都市交通局、MTA）の管轄下に組み込まれた。また、ロングアイランド鉄道 (LIRR) から老朽化した一部の高架路線を買収・修復して既存のAラインと接続した。
こうして20世紀初頭から中期にかけて、ニューヨーク市において、3つの異なる鉄道会社が地下鉄と高架鉄道を中心とする路線を拡大した。地下鉄開業以前からニューヨーク市の公共交通を担っていた高架鉄道は、地下鉄の整備が進むにつれて多くの路線がそれに接続されるか廃止され、マンハッタン島内では1956年に全廃された。ブルックリンでは、地下鉄開業以前から存在する高架が使われている区間もある。
ニューヨーク市地下鉄は、アメリカでは珍しい充実した公共交通ネットワークを構築し、ニューヨーク都市圏の重要な交通体系を担うようになった。しかし、1970年代以降、設備の老朽化に加え、車体の外部はもちろんのこと内部まで覆いつくすことすらあったグラフィティや落書き、車内や駅構内での犯罪が目立つようになった。1978年上半期に車内で発生した強盗・略奪事件は1125件に達した。市民からも敬遠され、利用者数は1910年代の水準にまで落ち込んだ。
これらは米国内のみならず、メディアを通じ海外にも広く知れ渡る悪評と化したため、1980年代以降、駅のリニューアルや新型車両の導入、警備体制の強化等の対策が進められた。
また、1994年に市長に就任したルドルフ・ジュリアーニは、ニューヨークを安心な街にするための契機の一つとして地下鉄の落書きの一掃を強力に進めた。
その結果、犯罪や落書きは減少し、以前の評価を取り戻しているが、未だに車内や駅構内が不衛生であること、ダイヤが不正確であることや現業職員の接客態度の悪さなど課題は多数残っており、特に2005年に行われたストライキは、利用者を顧みない現業職員の身勝手な行為として市民の不評を買った。一方で90年代以降は利用者数も増加に転じており、2014年には一日あたりの利用者数が過去最高を記録するなど、24時間運行や複々線による急行運転を行い、米国内で最も充実した公共交通ネットワークを持つニューヨーク都市圏の重要な交通体系の一翼を担っている。

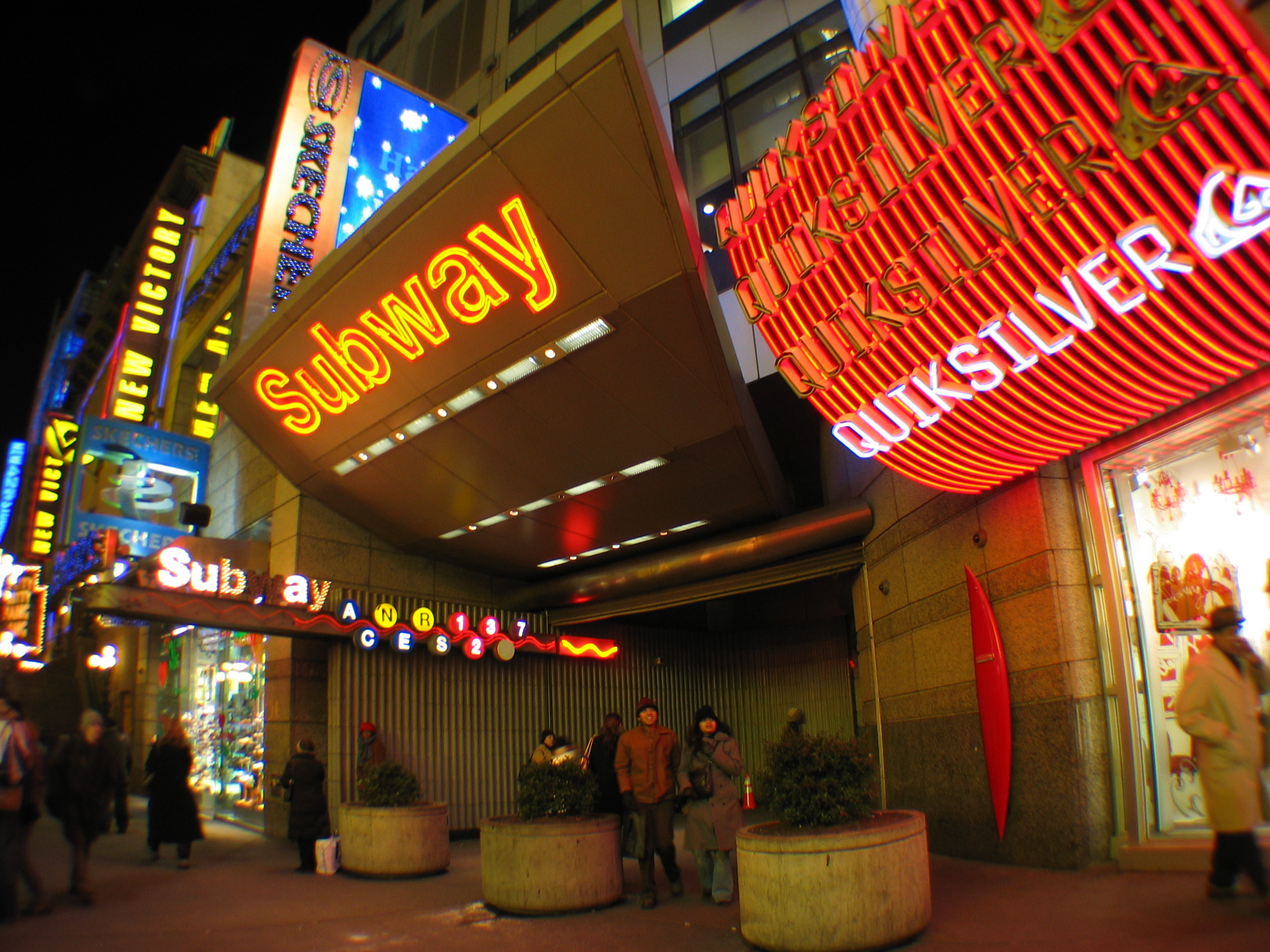
タイムズスクエアの駅

### 拡張計画
ロウワー・マンハッタンには、IND8番街線のフルトン・ストリート駅（A・C系統）と、BMTナッソー・ストリート線のフルトン・ストリート駅（J・Z系統）、IRTブロードウェイ-7番街線のフルトン・ストリート駅（2・3系統）、IRTレキシントン・アベニュー線のフルトン・ストリート駅（4・5系統）が至近距離にあるにもかかわらずバラバラに存在するため、これら四つの駅を統合して総合駅化する Fulton Street Transit Center Project が進められ、当初の計画（2009年完成予定）から大幅に遅れた2014年11月にフルトン・センター複合駅として開業した。さらに周囲のWTCコートランド駅やパーク・プレイス駅、ワールド・トレード・センター駅、およびパストレインのワールド・トレード・センター駅とつながる地下通路も開業した。
2007年4月には、1972年に着工されたが、直後に中断されていた IND2番街線（125丁目駅 - ハノーヴァー・スクウェア駅）の建設が30年ぶりに再開された。まずは一部区間（Q線の延長という形で2番街-96丁目まで）が2017年1月1日に開業した。全線が開通した時は、北半分を走るこのQ線に加え、全線通しのT線（ラインカラーは水色）がお目見えする計画である。
2015年9月には、7線のタイムズ・スクエア-42丁目駅から11番街の34丁目-ハドソン・ヤード駅の延伸区間が開業した。これは1989年に開業したF線のクイーンズ方面への延伸である63丁目線以来26年ぶりの新区間および新駅となった。当初の計画で途中に設けられる予定だった10番街–41丁目駅については、予算が下りれば新設されるが当面の予定はない。

## 路線と運転系統

### 運転系統
2017年2月現在、ニューヨーク市地下鉄には25の運転系統が設定されており、旅客向けの案内は基本的に運転系統を単位に行われている。電車の種別は急行 (Express または EXP)、各駅停車 (Local または LCL)、シャトル (Shuttle) の3種別がある。
各系統には運転区間や種別によって個別の系統記号、系統名が付けられているほか、ロウアー・マンハッタンやミッドタウンでどの基幹路線 (Primary Trunk line) を通るかによってラインカラーがグループ化されている。このため目的地の最寄駅に停車する系統がわかっていれば、電車の系統表示を見るだけで乗るべき電車を判断できるようになっている。
24時間運転を行っていることも特徴の一つであり、これはシカゴにあるシカゴ・L（地下鉄のみ）とともに珍しい例である。ただし深夜から早朝にかけては日中とは運転区間や停車駅が異なる系統もあるため、深夜の利用には治安以外の観点でも注意が必要である。また保線作業や工事を行ったり災害や事故があった場合には、不通区間を迂回して運行を継続したり、特定の駅や区間の営業を休止し代替バスを運行するなど、変則的な運行が行われる場合が非常に多い。保線作業や工事による変則運転は特に深夜や週末に多いため、乗車の際には事前にMTAの公式ホームページ内にある「Planned Service Changes」の項目にて告知を確認し、掲示物や駅、車内の放送などで伝えられる運行情報に十分注意する必要がある。
| 系統 | 名前                                                        |
| ---- | ----------------------------------------------------------- |
|      | ブロードウェイ-7番街線各駅停車                              |
|      | 7番街線急行                                                 |
|      | 7番街線急行                                                 |
|      | レキシントン・アベニュー線急行                              |
|      | レキシントン・アベニュー線急行                              |
|      | レキシントン・アベニュー線各駅停車（ペラム線各駅停車/急行） |
|      | フラッシング線各駅停車/急行                                 |
|      | 42丁目シャトル                                              |

| 系統 | 名前                                | 系統 | 名前                               |
| ---- | ----------------------------------- | ---- | ---------------------------------- |
|      | 8番街線急行                         |      | 14丁目-カナーシー線各駅停車        |
|      | 6番街線急行                         |      | 6番街線各駅停車                    |
|      | 8番街線各駅停車                     |      | ブロードウェイ線急行               |
|      | 6番街線急行                         |      | ブロードウェイ線急行               |
|      | 8番街線各駅停車                     |      | ブロードウェイ線各駅停車           |
|      | 6番街線各駅停車                     |      | フランクリン・アベニュー・シャトル |
|      | クロスタウン線各駅停車              |      | ロッカウェイ・パーク・シャトル     |
|      | ナッソー・ストリート線各駅停車/急行 |      | ブロードウェイ線各駅停車           |

川も渡るため、以下の橋を通過する。
- マンハッタン橋 - B, D, N, Q系統が通っている。
- ウィリアムズバーグ橋 - J, M, Z系統が通っている。
- ブロードウェイ橋 - 1号線が通っている。

### 運行時間帯
運行時間帯は5つに分けられる。
- Rush Hours --- 混雑時間帯。6:30〜9:30までの間と、15:30〜20:00までの間。月曜日から金曜日まで適用。
- Middays --- 昼間時間帯。9:30〜15:30までの間。月曜日から金曜日まで適用。
- Evenings --- 夜間時間帯。20:00〜深夜0:00までの間。月曜日から金曜日まで適用。
- Weekends --- 週末時間帯。6:30〜深夜0:00までの間。土曜日と日曜日のみ適用。
- Late Nights --- 深夜時間帯。深夜0:00〜6:30までの間。毎日適用。

### 路線

地下と高架の区間で色分けした路線図。赤：地下区間、青：地上区間。

線路数で色分けした路線図。

ニューヨーク市地下鉄のほとんどの運転系統は公的な意味での路線名称 (Line) とは全く無関係に設定されており、路線名称としては34路線が存在する。
これらの路線は現在フランクリン・アベニュー・シャトルが使用しているBMTフランクリン・アベニュー線フランクリン・アベニュー駅 - パーク・プレイス駅間の1区間を除き、全区間が複線で建設されている。また急行運転を実施している路線では、急行運転区間の全線が複々線または三線となっており、急行と各駅停車の完全な緩急分離がなされている。
また以下に示す路線が基幹路線 (Primary Trunk line) である。
| 基幹路線                      | 色                       | パントン   | 系統ラベル |
| ----------------------------- | ------------------------ | ---------- | ---------- |
| IND8番街線                    | ビビッド・ブルー         | PMS 286    |            |
| IND6番街線                    | ブライト・オレンジ       | PMS 165    |            |
| INDクロスタウン線             | ライム・グリーン         | PMS 376    |            |
| BMTカナーシー線               | ライト・スレート・グレー | 50% black  |            |
| BMTナッソー・ストリート線     | テラコッタ・ブラウン     | PMS 154    |            |
| BMTブロードウェイ線           | サンフラワー・イエロー   | PMS 116    |            |
| IRTブロードウェイ-7番街線     | トマト・レッド           | PMS 185    |            |
| IRTレキシントン・アベニュー線 | アップル・グリーン       | PMS 355    |            |
| IRTフラッシング線             | ラズベリー               | PMS Purple |            |
| シャトル                      | ダーク・スレート・グレー | 70% black  |            |

## 駅

### 一覧
- ニューヨーク市地下鉄の廃止駅一覧
- ニューヨーク市の地下鉄乗換駅の一覧（英語版）
- ニューヨーク市地下鉄の終着駅の一覧（英語版）

### 駅案内
駅名には独特の表記方法が用いられており、例として42丁目は一般的に“42nd Street”という書きかたをするが、“42 Street”または“42 St”という表記が使われ、読みかたは通常どおり“Forty Second”である。Avenueの場合も省略形が通常の“Ave.” ではなく、eとピリオドが消えて“7 Av”のように表記される。
また、駅名表示が統一されていないのも特徴で、ファー・ロッカウェイ-モット・アベニュー駅ではホーム上の駅名板では「ファーロッカウェイ」となっているが、同じホームにある柱には「モットアベニュー」と表示されていて、駅自体の出入口には場所により「ファーロッカウェイ駅」と「モットアベニュー駅」という2種類の表示がある。他にも、インウッド-207丁目駅では、一カ所の出入口を除き「207丁目」と表記されている。これら以外にもまちまちな表記法が散見され、コニー・アイランド-スティルウェル・アベニュー駅行電車は、車両によっては同じ駅ながら「コニー・アイランド」と「スティルウェルアベニュー」などと、一見別の行き先であるかの様な表記が混在しており、不慣れな乗客の誤乗の一因となっている。

#### 警察官が常駐している駅
| 日本語駅名                                      | 英語駅名（フルネーム表示）                   | 路線記号（太字は24時間運行） |
| ----------------------------------------------- | -------------------------------------------- | ---------------------------- |
| 59丁目-コロンバス・サークル駅                   | 59 Street - Columbus Circle / 8 Avenue       | A・B・C・D・1                |
| 145丁目駅 (IND)                                 | 145 Street / Saint Nicholas Avenue           | A・B・C・D                   |
| 161丁目-ヤンキースタジアム駅                    | 161 Street - Yankee Stadium / River Avenue   | B・D・4                      |
| ブロードウェイ・ジャンクション駅                | Broadway Junction (Eastern Parkway)          | A・C・L・Z                   |
| ブライアーウッド駅                              | Briarwood / Van Wyck Boulevard / Main Street | E・F                         |
| キャナル・ストリート駅 (IND8番街線)             | Canal Street / 6 Avenue                      | A・C・E                      |
| コニー・アイランド-スティルウェル・アベニュー駅 | Coney Island-Stillwell Avenue / Surf Avenue  | D・F・N・Q                   |
| 東180丁目駅                                     | East 180 Street / Morris Park Avenue         | 2・5                         |
| フランクリン・アベニュー/ボタニック・ガーデン駅 | Franklin Avenue / Eastern Parkway            | 2・3・4・5                   |
| ホイト-スカーマーホーン・ストリーツ駅           | Hoyt Street-Schermerhorn Streets             | A・C・G                      |
| ロッカウェイ・パーク-ビーチ116丁目駅            | Rockaway Park / Beach 116 Street             | A・S                         |

#### 発車標
一部の大きな駅のホームには、発車標が備え付けられている。左側から「終着の駅名（行き先）」と「列車到着までの分」が表示されている。

### 構内アート
ニューヨーク市内の多くの地下鉄駅構内の壁には様々なタイル・アートが施されている（ニューヨーク市地下鉄駅のタイル）。また、MTAの許可を得たミュージシャンがホームで音楽を演奏している姿が見られる駅もある（Music Under New York）。

## 車両

### 営業用車

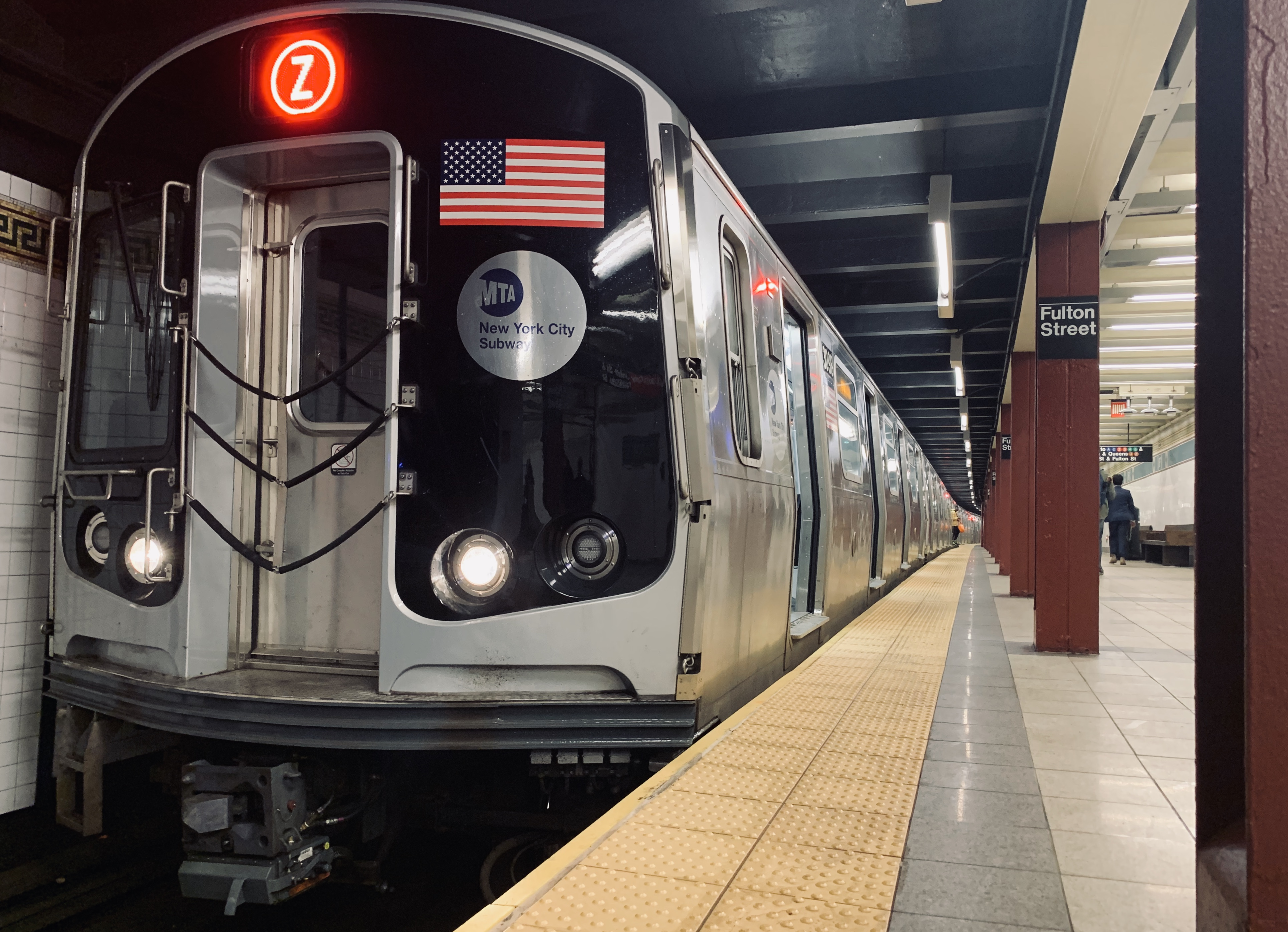
ニューヨーク市地下鉄の車両（フルトン・ストリート駅）

ニューヨーク市地下鉄は、2002年の段階で6,400両以上に及ぶ車両を抱えている。1940年にニューヨーク市がすべての地下鉄路線を公営化して以降、車両の発注は、すべてニューヨーク市が行っている。ニューヨーク市地下鉄の車両は、車両番号の前に「R」をつける慣習があり、また車両番号は市当局と車両メーカーとの購入契約時の番号に依っている。Rが何を意味するのかについては、以下の3つの説があるが、未だに不明である。
1. Revenue（＝Passenger Equipment、客車）という鉄道用語から来た説
2. Rolling stock（＝車両）という鉄道用語から来た説
3. Rapid transit（高速輸送車）という一般用語から来た説

ニューヨークの地下鉄は、その発展段階で、IRTとBMT&INDという2つの異なる鉄道システムを構築したために、車両もAディビジョンとBディビジョンで異なる規格の車両が導入されている。なお、Bディビジョンの車両（幅3m、全長18.4mまたは22.8m）は、Aディビジョンの車両（幅2.67m、全長15.5m）よりも大きめに造られている。
現有車両は、以下のとおり。すでに廃車された車両を含めたすべての車両リストは、en:New York City Subway rolling stockを参照。
- Aディビジョン: R62形、R62A形,  R142形、R142A形, R188形
- Bディビジョン: R44形, R46形, R68形、R68A形, R143形, R160A形、R160B形, R179形, R211形[49]

この他、退役した代表的な形式がNYCTAにより多数保存されており、ブルックリンにある地下廃駅を活用したニューヨーク交通博物館に展示されているほか、コニーアイランド車両基地の専用ヤードにも多くが保管されている。そのうち、稼動状態に整備されている以下の車両は、休日を中心に本線走行する場合がある。
- BMT Brooklyn Union Gate Cars
- BMT D-Type Triplex
- IRT Low-V
- R1-R9
- R12-R36 SMEE

#### 車内案内表示装置
R142やR160などの新しい車両には、出入口ドアの上に新式の路線案内（車内案内表示装置）が取りつけられた。
Aディビジョンの路線にはStrip Mapと呼ばれる案内用LED付の路線図、Bディビジョンの路線にはFIND (Flexible Information and Notice Display) と呼ばれる現在の地点より先の部分が表示されていくものが採用された。

#### 車内案内表示装置に表示される文章の意味
- 「LAST STOP」・・・直訳すると「最終停止」、意訳すると「終点」となる。つまり、この車両編成は、この駅にて終点であってなおかつ折り返し運転する。
- 「EXP」・・・「EXPRESS」の略語で、急行運転。
- 「LCL」・・・「LOCAL」の略語で、各駅停車。

### 事業用車
事業用車両も存在して、変わったところでは現金輸送列車 (Cash Carry Coach/Money Train) や各駅のホームから発生するゴミ収集塵芥用無蓋貨車 (Garbage Train)、工事用クレーン車 (Understruction Train)、廃車予定車からの転用工事車両、そしてゴミ収集塵芥用無蓋貨車とクレーン車を牽引するためのGE（ゼネラル・エレクトリック社）製のディーゼル機関車もある。

## 運賃および乗車券
運賃は2025年4月現在、一乗車につき2ドル90セントの均一運賃となっている。乗車の際には事前にメトロカードという磁気式のプリペイドカードを購入する必要があり、カードを自動改札機の読み取り機にスライドさせたときに運賃が引き落とされる仕組みになっている。
メトロカードには一回のみ有効のシングル・ライド券、購入時に5ドル50セントから80ドルの範囲で任意の額をチャージするペイ・パー・ライド券、定額制で乗り放題のアンリミテッド・ライド券の3種類があり、アンリミテッド・ライド券は有効期間30日である。ペイ・パー・ライド券は繰り返しチャージができる。メトロカードは駅の窓口や自動券売機、また街中にある新聞販売所などの売店などで購入することができる。ただしグランド・セントラル駅を筆頭とする主要駅では、不慣れな旅行者のせいで券売機の前に行列ができることも多く注意が必要である。また2014年からはオンライン決済による自動チャージ機能の付いたイージー・ペイ・メトロカード、「Easy Pay Xpress」の利用が開始された。メトロカードは後述のOMNYシステムへ転換されその後に利用廃止となる予定である。

ニューヨーク市地下鉄で使われたトークン

メトロカード導入以前は、駅窓口でトークン(代用貨幣)を購入し自動改札機に投入するというシステムが1953年から用いられてきたが、メトロカードの普及にともない2003年をもってトークンの販売、使用ともに停止された。これらのトークンはニューヨーク交通博物館にて収蔵・展示されている。
メトロカードは、2025年までを目処に、暫時的にOMNY（非接触式の決済システム）へと置き換えられることになっている。OMNYは、決済用のICチップを内蔵するクレジットカードや携帯電話端末を改札機の読込部分にかざすことで、運賃を徴収するものである。日本で購入したスマートフォン等でもOMNYを利用することは可能で、改札機を通過する際に端末がインターネットに接続されていなくとも使用に問題はない。2019年5月、OMNY対応改札機の一般使用がはじまったが、2019年12月現在、OMNY対応改札機が設置されている駅は、マンハッタンの主要駅の一部や、ジョン・F・ケネディ国際空港への乗換駅など、まだごく少数に限られている。また、いずれの駅でもメトロカードは使える状態である。

## 大衆文化におけるニューヨーク市地下鉄
- A列車で行こう - A系統の電車に乗ってハーレムに行こう、という内容の曲。
- サブウェイ・パニック、サブウェイ123 激突 - ペラム・ベイ・パーク13時23分始発の便がハイジャックされる。
- ジョンストン・マッカレー - ニューヨークの地下鉄を舞台とした小説「地下鉄サム」シリーズの作者。
- サブウェイ・シリーズ - メジャーリーグにおいて、ニューヨーク・ヤンキースとニューヨーク・メッツとの試合は、両チームの本拠地球場をニューヨーク市地下鉄で行き来できることから、サブウェイ・シリーズと呼ばれる。

### イベント
- ミス・サブウェイ（英語版）
- サブウェイ・チャレンジ（英語版）
- ストリートライブ‐ミュージック・アンダー・ニューヨーク（英語版）事業で、オーディションにより特定の場所で演奏するスケジュールに組みこまれる。